# Gresswiller
Gresswiller (Duits: Greßweiler) is een gemeente in het Franse departement Bas-Rhin (regio Grand Est). De gemeente behoort tot het arrondissement Molsheim.  Gresswiller telde op 1 januari 2022 1.677 inwoners.

## Geschiedenis
Gresswiller behoorde tot het kanton Molsheim. Bij de kantonale herindeling werd het vanaf 2015 ondergebracht in het nieuw opgerichte kanton Mutzig. 

## Geografie
De oppervlakte van Gresswiller bedroeg op 1 januari 2022 9,27 vierkante kilometer; de bevolkingsdichtheid was toen 180,9 inwoners per km². 

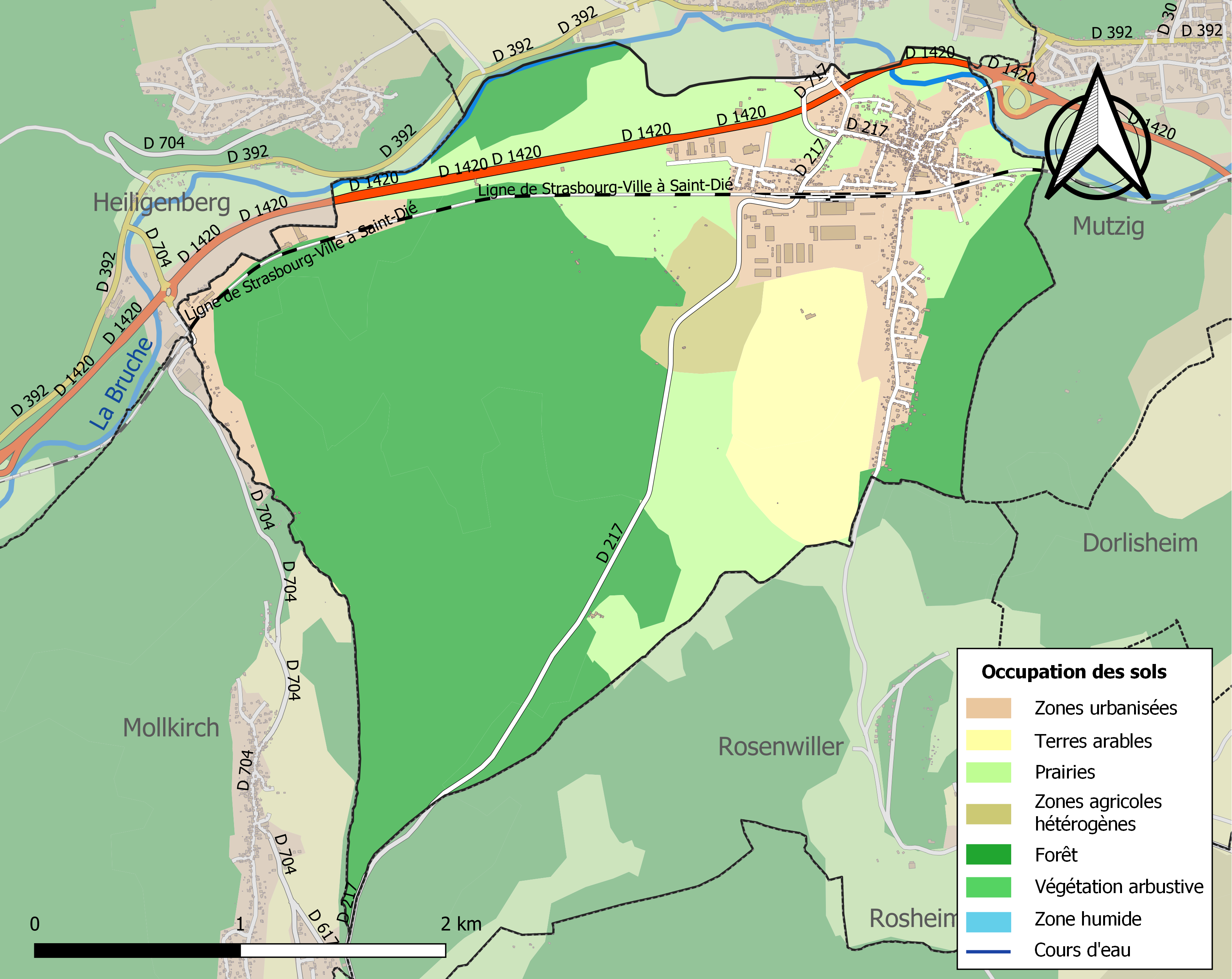
Kaart van de gemeente met de belangrijkste infrastructuur, bodemgebruik en omliggende gemeenten

## Demografie
Onderstaande figuur toont het verloop van het inwonertal (bron: INSEE-tellingen).

## Verkeer en vervoer
In de gemeente staat het spoorwegstation Gresswiller.